# Копистка

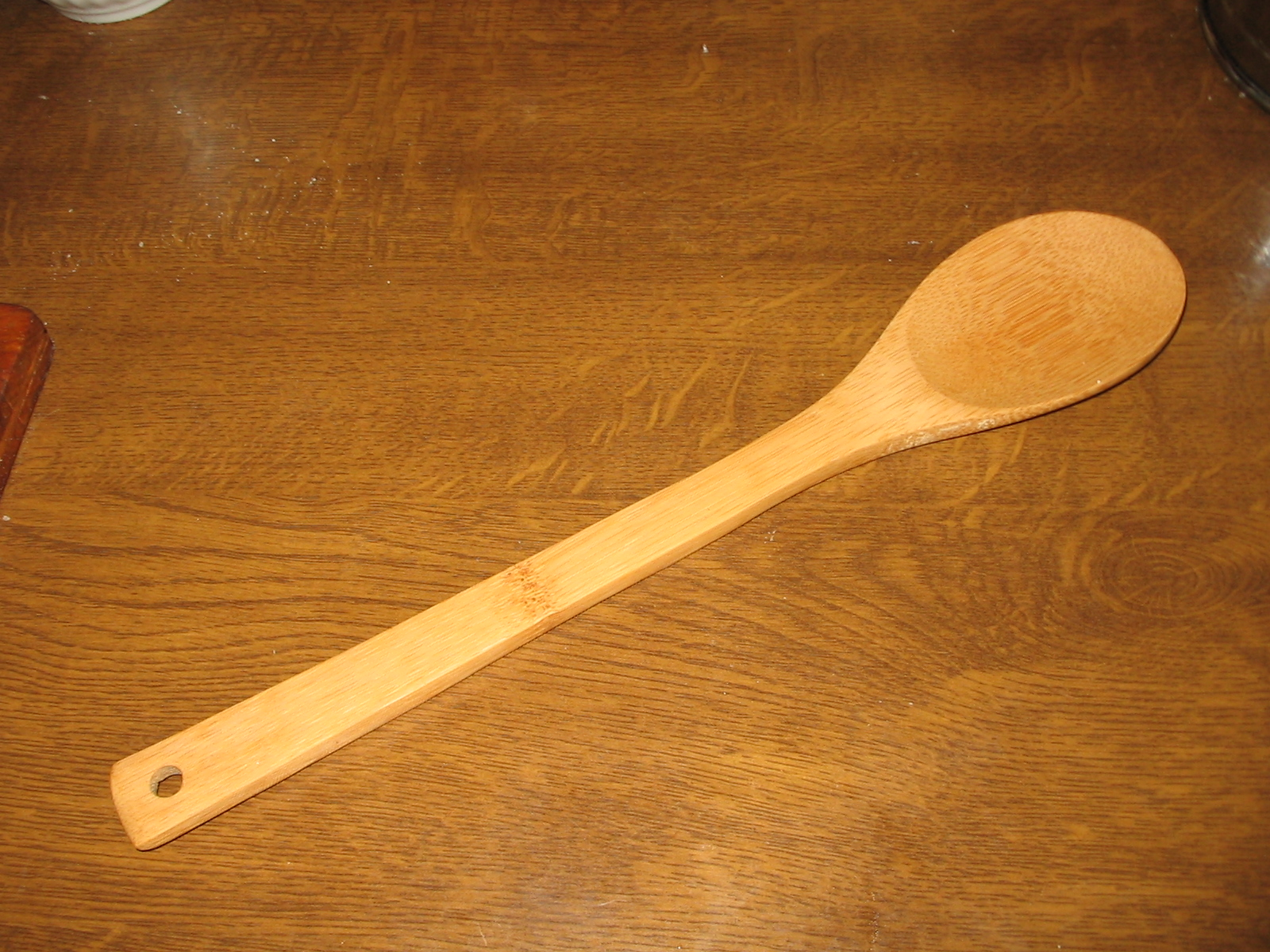
копистка.

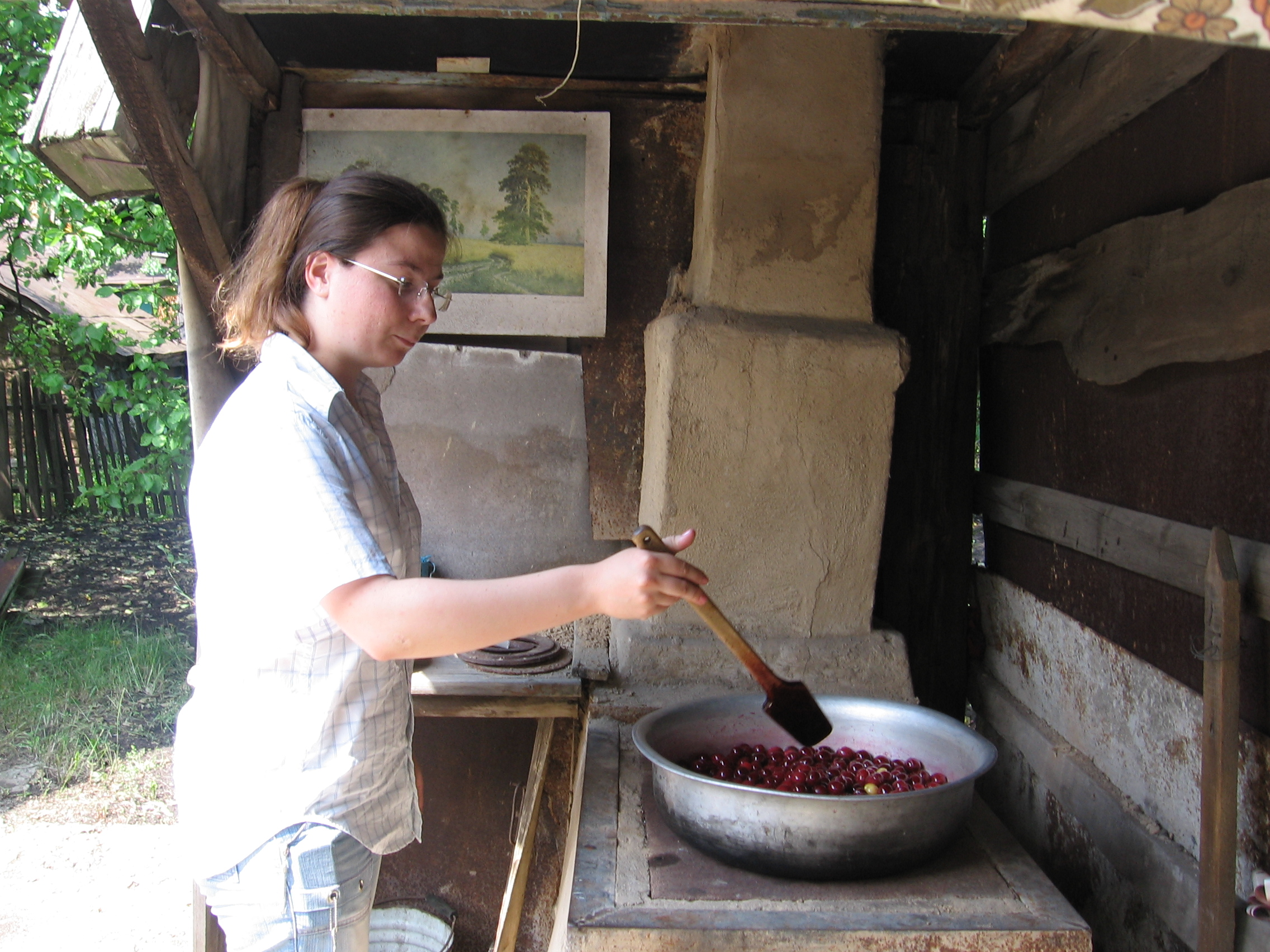
Використання копистки при варінні варення.

Копи́стка — лопатка з дерева для розмішування чого-небудь, застосовується в кулінарії.
Копистка традиційно використовується при варінні варення і повидла.